# Musikåret 1882

## Händelser
- 26 juli – Richard Wagners opera Parsifal har premiär i Bayreuth.

## Födda
- 28 februari – Geraldine Farrar, amerikansk operasångare och filmskådespelare.
- 18 mars – Gian Francesco Malipiero, italiensk tonsättare.
- 17 april – Artur Schnabel, österrikisk pianist.
- 17 juni – Igor Stravinskij, rysk tonsättare.
- 1 september – Gunnar Bohman, svensk författare, kompositör och lutsångare.
- 24 oktober – Emmerich Kálmán, ungersk tonsättare.
- 9 december – Joaquín Turina, spansk tonsättare.
- 15 december – Jean Claesson, svensk skådespelare och kabaretsångare.
- 16 december – Zoltán Kodály, ungersk tonsättare.
- 18 december – Sven Lindström, svensk musikrecensent, sångare och opera- och operettöversättare.

## Avlidna
- 3 april – Friedrich Wilhelm Kücken, 71, tysk musiker och tonsättare.
- 24 juni – Joachim Raff, 60, schweizisk-tysk tonsättare.